# Gossau (kanton Zurych)
Gossau (gzu. Goossau) – miejscowość i gmina (Politische Gemeinde) w północnej Szwajcarii, w kantonie Zurych, w okręgu (Bezirk) Hinwil.

## Demografia
W Gossau mieszka 10 336 osób. W 2021 roku 15,6% populacji gminy stanowiły osoby urodzone poza Szwajcarią.

## Transport
Przez teren gminy przebiegają autostrada A52 oraz droga główna nr 347.